# Wilhelm Banholzer
Wilhelm Banholzer (1873-1914) est un missionnaire catholique de la congrégation des Frères des écoles chrétiennes. Il a été envoyé auprès du peuple Chillouk dans l'actuel Soudan du Sud, à son époque Soudan anglo-égyptien. Le P. Banholzer est le premier à pénétrer au Soudan après la guerre des mahdistes, en compagnie du P. Josef Ohrwalder, combonien autrichien.
Le P. Banholzer meurt prématurément en 1914 à Kodok, l'ancienne Fachoda. Durant la Première Guerre mondiale, son coreligionnaire Wilhelm Hofmayr, en détention préventive, a utilisé ses notes pour rédiger une monographie ethnologique sur l'histoire et le peuple Chillouk.  

## Œuvres
- (it) W. Banholzer, 1904. Come vestono e come s'adornano gli Scilluk. Nigrizia.
- (de) W. Banholzer, 1904. Etwas über Geschichte und Sitten der Schillukkönige. Stern der Neger. Katholische Missionszeitschrift der Söhne des heiligsten Herzens Jesu.